# Travis Scott
Travis Scott (dawniej znany jako Travi$ Scott), właśc. Jacques Bermon Webster II (ur. 30 kwietnia 1991 w Houston) – amerykański raper, wokalista, autor tekstów i producent muzyczny. Scott ma na swoim koncie cztery przeboje, które znalazły się na pierwszym miejscu listy przebojów Billboard Hot 100, a także ponad sto piosenek, które znalazły się na listach przebojów. Był nominowany do dziesięciu nagród Grammy i zdobył nagrodę Latin Grammy, Billboard Music Award, MTV Video Music Award i wiele nagród BET Hip Hop. Do 2023 roku Scott sprzedał w samych Stanach Zjednoczonych ponad 49 milionów certyfikowanych płyt. Styl muzyczny Scotta opisywany jest jako „mieszanka tradycyjnego hip-hopu i lo-fi” i często określany jako „ambientowy”, z wyraźnym wpływem raperów Kanyego Westa i Kida Cudiego. Jego pseudonim sceniczny pochodzi od prawdziwego nazwiska tego drugiego, Scotta Mescudiego, połączonego z imieniem jego ulubionego wujka.
W 2012 roku Scott podpisał swój pierwszy kontrakt płytowy z wytwórnią muzyczną Epic Records, a także umowę wydawniczą z GOOD Music Kanyego Westa jako wewnętrzny producent. W kwietniu 2013 roku podpisał umowę joint venture z wytwórnią płytową Grand Hustle Records, należącą do rapera T.I. z Georgii. Scott samodzielnie wydał swój pierwszy pełnometrażowy projekt, mixtape zatytułowany Owl Pharaoh (2013) w 2013 roku, po którym ukazał się jego mixtape Days Before Rodeo (2014). Jego debiutancki album studyjny Rodeo (2015) spotkał się z uznaniem krytyków i odniósł sukces komercyjny. Poprzedziły go single „3500” (z udziałem Future’a i 2 Chainza) i „Antidote”, przy czym ten drugi stał się jego pierwszym przebojem, docierając do 16. miejsca na liście Billboard Hot 100. Jego drugi album, Birds in the Trap Sing McKnight (2016), stał się jego pierwszym albumem, który znalazł się na szczycie listy Billboard 200. W kolejnym roku Scott założył duet Huncho Jack z raperem Quavo, z którym wspólnie wydał kolaboracyjny album Huncho Jack, Jack Huncho (2017).
Trzeci album studyjny Scotta, Astroworld (2018), spotkał się z szerokim uznaniem krytyków i stał się jego drugim z rzędu albumem, który znalazł się na pierwszym miejscu listy Billboard 200. Album zawierał także jego pierwszy singiel, który znalazł się na pierwszym miejscu listy Billboard Hot 100, „Sicko Mode” (z gościnnym udziałem Drake’a). Pod koniec 2019 roku wytwórnia płytowa Scotta, Cactus Jack Records, wydała album kompilacyjny JackBoys (2019), który również znalazł się na szczycie listy Billboard 200. Dzięki singlowi z 2019 roku „Highest in the Room” oraz singlom z 2020 roku: „The Scotts” (z Kid Cudim jako superduo The Scotts) i „Franchise” (z udziałem Young Thuga i M.I.A.) Scott został pierwszym artystą na liście Billboard Hot 100, którego trzy piosenki zadebiutowały na pierwszym miejscu w ciągu niecałego roku. Po serii kontrowersji i pięć lat po wydaniu swojego poprzedniego solowego albumu, Scott wydał album Utopia (2023), która stała się jego czwartym z rzędu albumem numer jeden na liście Billboard 200.
Oprócz szeroko komentowanego związku z amerykańską osobowością medialną Kylie Jenner, Scott współpracował z takimi organizacjami jak Nike, Dior i McDonald’s. Jego wytwórnia płytowa Cactus Jack, założona w 2017 roku, podpisała kontrakty z takimi artystami, jak Don Toliver i Sheck Wes. Scott zyskał złą sławę z powodu kontrowersji i problemów prawnych dotyczących bezpieczeństwa koncertów. W listopadzie 2021 roku podczas występu Scotta na corocznym festiwalu Astroworld w rodzinnym mieście doszło do masowego zderzenia tłumu, w wyniku którego zginęło dziesięć osób, a setki zostało rannych.

## Życiorys

### Wczesne lata
Jacques Bermon Webster II urodził się 30 kwietnia 1991 roku w Houston w Teksasie. Od pierwszego do szóstego roku życia Webster mieszkał z babcią w South Park, Houston. Dzielnica była znana z przestępczości i miała wpływ na młodego Webstera: „Dorastając, moja babcia mieszkała w dzielnicy, więc widziałem różne szalone rzeczy. [Widziałem] wściekłych włóczęgów i szalonych, spanikowanych skurwysynów, widziałem ludzi wyglądających dziwnie, głodnych i brudnych [sic!]. Zawsze myślałem: „Muszę się stąd wyrwać”. To dało mi przewagę – [uczyniło mnie] tym, kim jestem teraz”.
Webster przeprowadził się do Missouri City, podmiejskiej dzielnicy klasy średniej graniczącej z południowo-zachodnim Houston, aby zamieszkać z rodzicami. Jego matka pracowała w firmie Apple, a ojciec prowadził własny biznes. Ojciec Webstera jest również muzykiem soulowym, a jego dziadek kompozytorem jazzowym. Webster uczęszczał do Elkins High School i ukończył ją w wieku siedemnastu lat. W szkole średniej brał udział w teatrze muzycznym. Następnie Webster uczęszczał na Uniwersytet Teksański w San Antonio, jednak porzucił naukę na drugim roku, aby poświęcić się karierze muzycznej.
W wywiadzie Webster ujawnił, że wybrał swój pseudonim, łącząc imię swojego ulubionego wujka Travisa i imię jednego ze swoich ulubionych artystów, Kida Cudiego (którego prawdziwe imię to Scott Mescudi).

## Kariera

### 2008–2012: Początki kariery i kontrakty płytowe
Webster utworzył duet The Graduates ze swoim wieloletnim przyjacielem Chrisem Hollowayem. W 2008 roku duet wydał swoją pierwszą, nienazwaną jeszcze EP-kę na portalu społecznościowym Myspace.
W następnym roku Scott i OG Chess, jeden z kolegów Scotta ze szkoły, założyli grupę The Classmates i wydali dwa projekty: Buddy Rich w 2009 roku i Cruis'n USA w 2010 roku. Scott zajmował się głównie pracą produkcyjną w obu projektach. Duet pozostał razem do końca 2012 roku, kiedy to konflikty osobiste i spory finansowe doprowadziły do rozwiązania grupy.
Po ukończeniu college’u Scott przeprowadził się z Houston do Washington Heights w Nowym Jorku, gdzie zaczął współpracować z przyjacielem Mikiem Waxxem, właścicielem serwisu internetowego o tematyce muzycznej Illroots. Po przeprowadzce do Nowego Jorku Scott spał na podłodze w domu swojego przyjaciela i większość czasu spędzał w studiu Just Blaze. Ostatecznie rozczarowany Nowym Jorkiem i brakiem postępów Scott przeprowadził się do Los Angeles w Kalifornii po zaledwie czterech miesiącach.
W Los Angeles Webstera porzucił przyjaciel, który obiecał mu pomóc, zapewniając mu mieszkanie. Rodzice przestali pomagać mu finansowo i ostatecznie był zmuszony przeprowadzić się z powrotem do Houston, skąd wyrzucili go z domu. Webster ponownie przeprowadził się do Los Angeles i zaczął spać na kanapie przyjaciela, który studiował na Uniwersytecie Południowej Kalifornii. raper z Atlanty i właściciel wytwórni Grand Hustle Records, T.I., później usłyszał jedną z produkcji Webstera zatytułowaną „Lights (Love Sick)”. Podczas pobytu w Los Angeles przedstawiciel T.I. skontaktował się z Websterem i poprosił go o przybycie do studia na spotkanie. Podczas spotkania T.I. wykonał freestyle do utworu „Animal”, jednego z utworów Webstera.

### 2012–2014:Owl PharaohiDays Before Rodeo

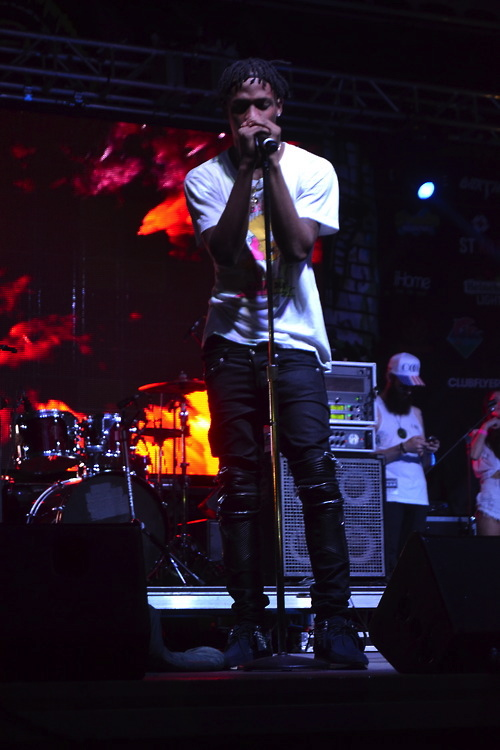
Travis Scott podczas koncertu w 2013 roku

Pierwszym solowym projektem Scotta był mixtape Owl Pharaoh (2013), który miał zostać wydany do darmowego pobrania w 2012 roku. Projekt jednak opóźniono i ogłoszono, że jego wydanie nastąpi w późniejszym terminie. Projekt został później zrobiony od nowa wraz z Kanyem Westem i Mikiem Deanem, ale jego realizacja została ponownie opóźniona z powodu problemów z uzyskaniem zgody na użycie sampli. W ramach promocji Scott wydał utwór „Blocka La Flame”, będący remiksem singla „Blocka” swojego kolegi z wytwórni GOOD Music, Pusha T. Piosenkę wyprodukował Young Chop, a dodatkową produkcję wykonał sam Scott wraz z Mikiem Deanem. 22 marca 2013 roku Scott wydał teledysk do utworu zatytułowanego „Quintana”, który miał się znaleźć na płycie Owl Pharaoh (2013). 27 marca XXL ogłosiło, że Scott został członkiem ich Freshman Class 2013. Później, 29 marca 2013 roku, po wywiadzie z brytyjskim didżejem DJ Semtexem, Scott zaprezentował fragment swojego debiutanckiego singla komercyjnego zatytułowanego „Upper Echelon” z udziałem 2 Chainza i TI. 2 kwietnia 2013 roku Scott oświadczył, że Owl Pharaoh (2013) jest jego oficjalnym debiutanckim mixtape’em i zostanie wydany w iTunes Store 21 maja 2013 roku.

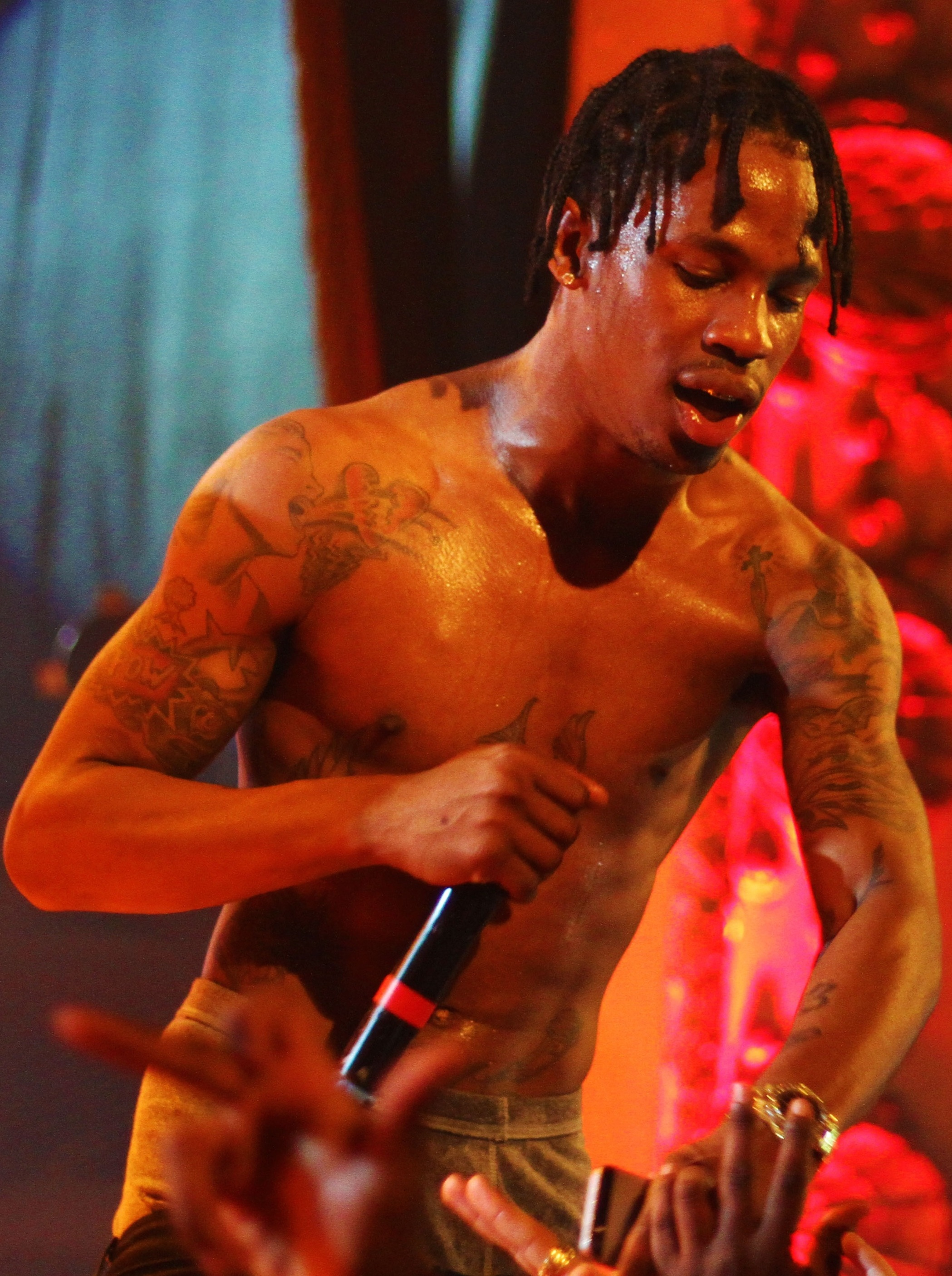
Travis Scott podczas koncertu w 2014 roku

13 marca 2014 roku Scott wykonał nową piosenkę, roboczo zatytułowaną „1975”, z udziałem Big Seana, pochodzącą z jego nadchodzącego wówczas projektu, na teksańskim festiwalu muzycznym South by Southwest (SXSW). Scott później potwierdził na swoim koncie na Twitterze, że piosenka nie nosi tytułu „1975” i że znajdzie się na jego drugim mixtape'ie zatytułowanym Days Before Rodeo (2014). Później na swoim koncie na Twitterze ogłosił, że jego debiutancki album studyjny będzie nosił nazwę Rodeo (2015). 52 maja 2014 roku Scott wydał pełną wersję utworu pod nowym tytułem „Don't Play”, zawierającą fragment utworu „MONEY” angielskiego zespołu rockowego The 1975. 11 lipca 2014 roku utwór „Don't Play” został oficjalnie wydany jako główny singiel z albumu Days Before Rodeo (2014) w dystrybucji cyfrowej.
Po sukcesie albumu Days Before Rodeo (2014) Scott ogłosił, że będzie gwiazdą trasy koncertowej The Rodeo Tour wraz z raperem Young Thugiem i producentem Metro Boominem. Trasa rozpoczęła się 1 marca 2015 roku w Santa Ana w Kalifornii, a zakończyła 1 kwietnia 2015 roku w Portlandzie w Oregonie. Trasa koncertowa obejmowała duże miasta, a w niektórych miastach gościnnie wystąpili tacy artyści jak Kanye West, Chris Brown, Wale i Birdman.

### 2015–2016:RodeoiBirds in the Trap Sing McKnight
Album Rodeo (2015) został wydany 4 września 2015 roku przez Grand Hustle i Epic Records. Na albumie gościnnie wystąpili Quavo, Juicy J, Kanye West, The Weeknd, Swae Lee, Chief Keef, Justin Bieber, Young Thug i Toro y Moi, a produkcją zajęli się m.in. Mike Dean, Kanye West, Pharrell Williams, WondaGurl, Suber, DJ Dahi, Metro Boomin, 1500 or Nothin', Sonny Digital, Southside, Terrace Martin, Zaytoven i sam Scott. Album promowały dwa single: „3500” (z udziałem Future’a i 2 Chainza) oraz „Antidote”. Ten drugi stał się jego najwyżej notowanym singlem na liście przebojów Billboard Hot 100, osiągając 16. miejsce. Rodeo (2015) zebrał generalnie pozytywne recenzje krytyków i zadebiutował na trzecim miejscu na liście Billboard 200 oraz na szczycie listy Billboard Rap Albums.

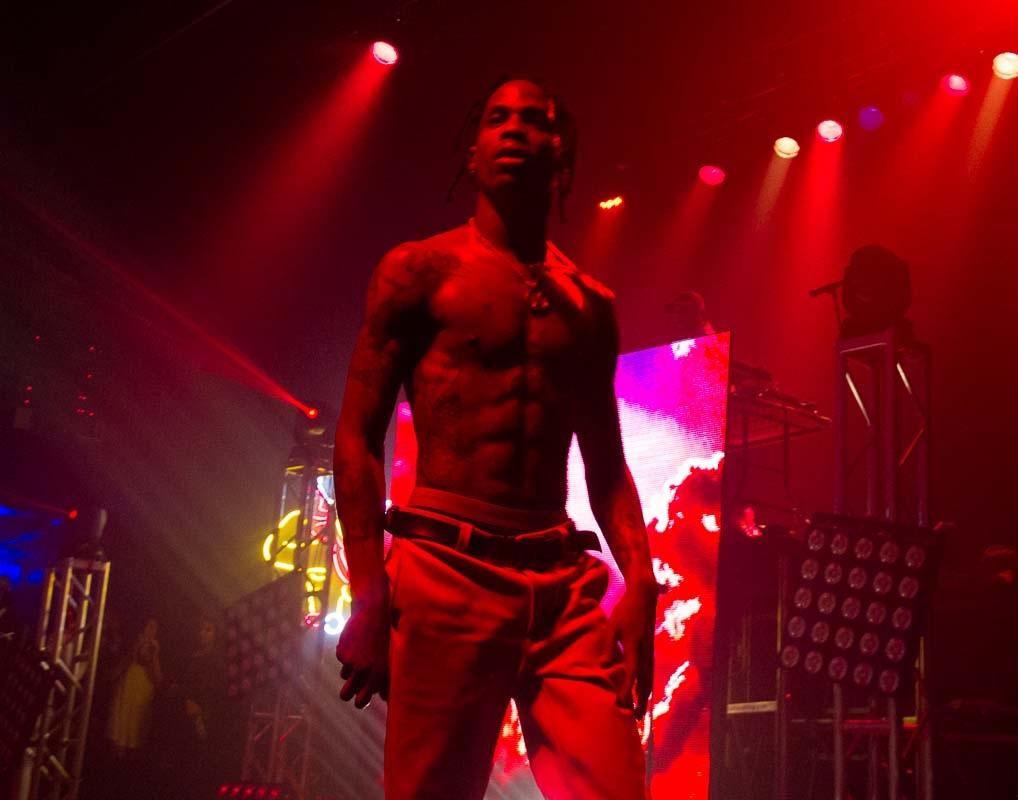
Travis Scott podczas koncertu w 2015 roku

4 stycznia 2016 roku Scott ogłosił, że planuje wydanie nowego albumu studyjnego. 29 marca 2016 roku dyrektor wykonawczy 300 Entertainment, Lyor Cohen, ujawnił, że Scott i Young Thug wydadzą razem singiel i nazwał nadchodzący album Scotta „klasyką”. 7 kwietnia 2016 roku Scott podczas jednego ze swoich występów zaprezentował singiel z Young Thugiem. 17 maja 2016 roku Scott ogłosił, że tytuł jego drugiego albumu będzie brzmiał Birds in the Trap Sing McKnight (2016), potwierdzając jednocześnie tytuł jego następnego albumu będzie brzmiał Astroworld (2018). 3 czerwca 2016 roku ukazał się wspólny singiel Thuga i Scotta zatytułowany „Pick Up the Phone”. Singiel, w którym gościnnie wystąpił także Quavo z atlantyjskiego trio rapowego Migos, dotarł do 43. miejsca na liście Billboard Hot 100 i uzyskał status pięciokrotnej platynowej płyty przyznany przez Recording Industry Association of America (RIAA).

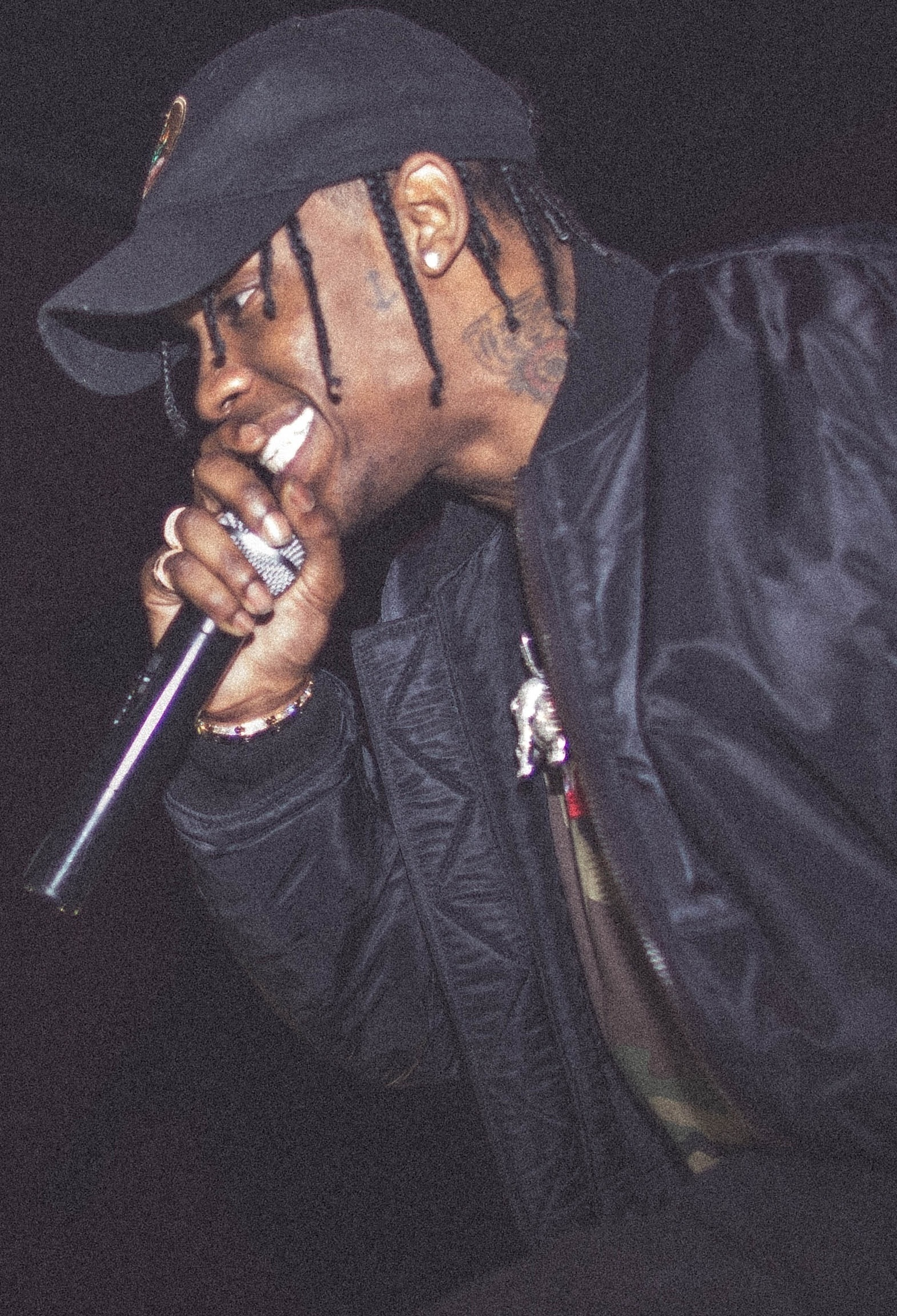
Travis Scott podczas koncertu w 2016 roku

31 sierpnia 2016 roku Scott ogłosił w poście na Instagramie, że Birds in the Trap Sing McKnight (2016) zostało w końcu ukończone. Scott zaprezentował album po raz pierwszy 2 września 2016 roku w trzecim odcinku audycji .wav radio w Beats 1, a później został on wydany na iTunes i Apple Music. 11 września 2016 roku album stał się pierwszym albumem Scotta, który znalazł się na szczycie listy Billboard 200 w USA. 12 września 2016 roku dyrektor generalny Universal Music Publishing Group, Jody Gerson, ogłosił, że wytwórnia podpisała ogólnoświatową umowę ze Scottem. W tym samym odcinku audycji, Scott także ogłosił, że będzie producentem wykonawczym albumu kompilacyjnego Cruel Winter Kanyego Westa, będącego kontynuacją debiutanckiej kompilacji Cruel Summer jego wytwórni GOOD Music. W odcinku opisał nadchodzący album jako „bardzo młodzieńczy, konkretny, najbardziej chory album w historii”. Ostatecznie album nie został wydany.

### 2017–2018: Cactus Jack Records,Huncho Jack, Jack HunchoiAstroworld
Scott wystąpił na NBA All-Star Weekend 16 lutego 2017 roku w Nowym Orleanie w Luizjanie na Champion Square, a 10 marca 2017 roku wystąpił na festiwalu BUKU Music + Art Project w Nowym Orleanie. 5 marca 2017 roku Scott ogłosił trasę koncertową pod nazwą Birds Eye View. Następnego dnia ogłoszono daty i miasta trasy, która rozpoczeła się 10 marca w Nowym Orleanie w Luizjanie, a zakończyła 2 czerwca w Eugene w Oregonie. W tym samym miesiącu Scott wystąpił również u boku amerykańskiego rapera Quavo z hip-hopowej grupy Migos w singlu kanadyjskiego rapera Drake’a „Portland”, pochodzącym z komercyjnego mixtape'u Drake’a More Life (2017). Utwór ten osiągnął dziewiąte miejsce na liście przebojów Billboard Hot 100 w USA, stając się pierwszą piosenką artysty, która znalazła się w pierwszej dziesiątce listy przebojów. W marcu 2017 roku Scott ogłosił, że zamierza założyć własną wytwórnię muzyczną pod nazwą Cactus Jack Records.
3 kwietnia 2017 roku pojawiła się informacja, że Scott pracuje nad wspólnym albumem studyjnym z Quavo, który potencjalnie ma zostać wydany w dalszej części 2017 roku. W rozmowie z GQ potwierdził: „Album Quavo ukaże się wkrótce. Wkrótce wypuszczę nową muzykę. Wiesz, jak to robię: lubię niespodzianki. Oprócz wspólnego albumu Scott ogłosił, że jego trzeci album studyjny Astroworld (2018), nazwany na cześć zamkniętego parku rozrywki o tej samej nazwie w Houston, jest prawie ukończony i najprawdopodobniej ukaże się w 2017 roku.

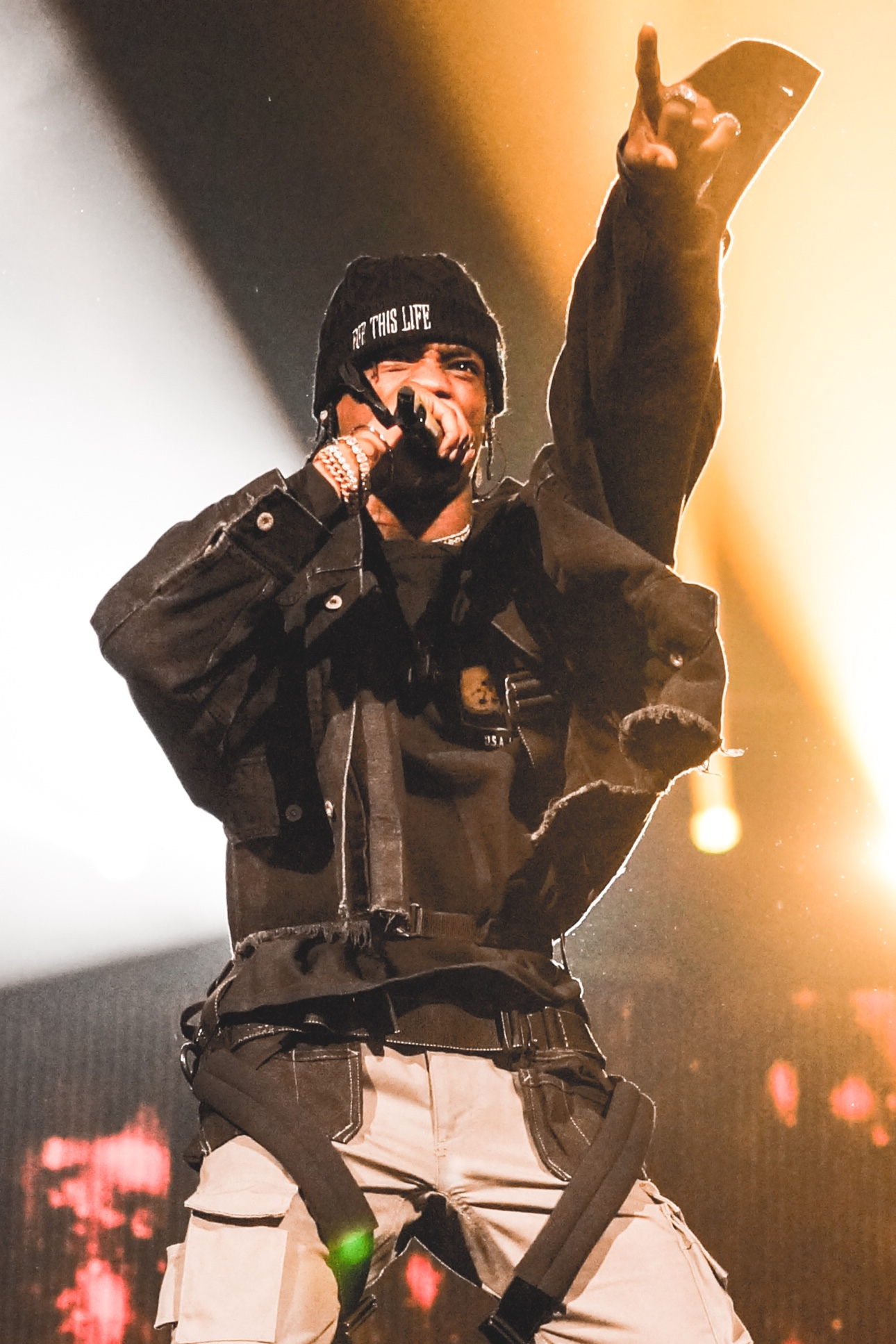
Travis Scott podczas występu na DAMN. Tour w 2017 roku

16 maja 2017 roku Scott udostępnił trzy nowe utwory na SoundCloud, po tym jak przez pewien czas zapowiadał je w mediach społecznościowych. Utwory nosiły tytuły „A Man”, „Green & Purple” (z udziałem Playboy Carti) i „Butterfly Effect”. Ten ostatni został również udostępniony na wszystkich innych platformach streamingowych jako jedyny. 15 czerwca 2017 roku Scott ogłosił europejską część trasy koncertowej Birds Eye View Tour. Europejski etap imprezy rozpoczął się 23 czerwca w Paryżu, a zakończył 9 lipca w Turku w Finlandii. Trasa koncertowa obejmowała głównie występy na festiwalach i w mniejszych klubach. Teledysk do utworu „Butterfly Effect” został wydany 14 lipca 2017 roku. 9 sierpnia 2017 roku Scott uczestniczył w trasie koncertowej Kendricka Lamara DAMN. Tour jako support. 27 sierpnia 2017 Scott wystąpił z zespołem Thirty Seconds to Mars na gali MTV Video Music Awards 2017 promując ich singiel „Walk On Water”.
18 września 2017 roku Migos udzielili wywiadu, w którym Quavo stwierdził, że jego album ze Scottem ukaże się „naprawdę wkrótce”. Stwierdził również, że on i Scott mieli gotowych ponad 20 nagrań. W październiku 2017 roku Scott wystąpił w specjalnym utworze zatytułowanym „Deserve” autorstwa kanadyjskiego rapera chińskiego pochodzenia, Krisa Wu. 7 grudnia 2017 roku na oficjalnym koncie Beats 1 na Twitterze opublikowano klip przedstawiający wywiad Quavo z Zane’em Lowe’em. Zapytany o tytuł swojego nadchodzącego projektu, potwierdził, że będzie to Huncho Jack, Jack Huncho (2017).

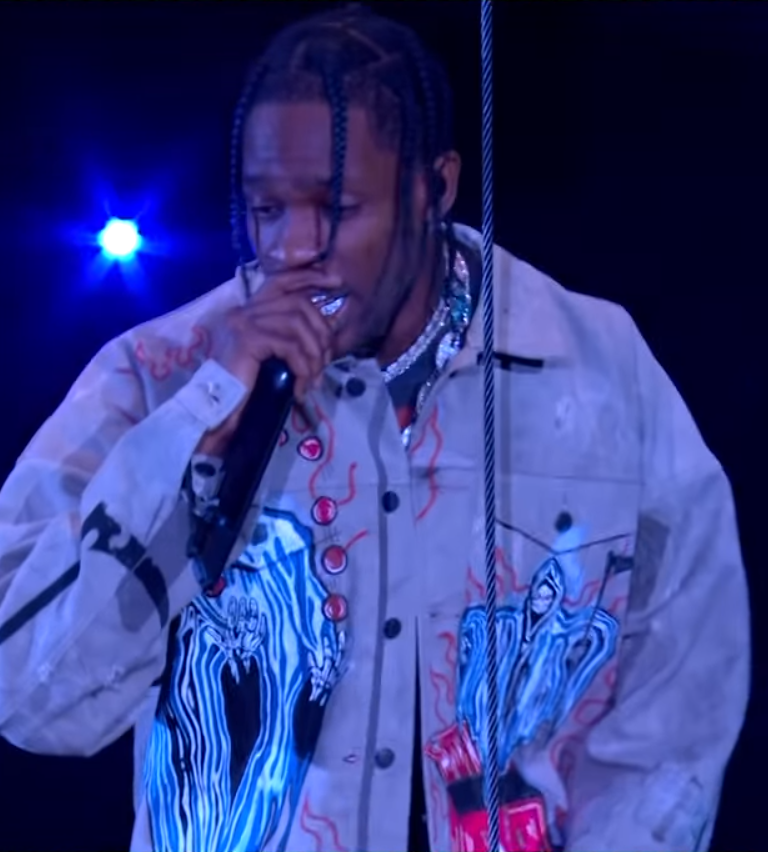
Travis Scott podczas występu w 2017 roku

6 grudnia 2017 roku Scott pojawił się w utworze amerykańskiego rapera i piosenkarza Trippie Redda „Dark Knight Dummo”, głównym singlu z debiutanckiego albumu studyjnego Trippiego, Life’s a Trip (2018). Piosenka osiągnęła 72. miejsce na liście Billboard Hot 100. 21 grudnia 2017 roku Scott i Quavo wydali swój wspólny album studyjny Huncho Jack, Jack Huncho (2017) pod nazwą sceniczną Huncho Jack, która pochodzi od pseudonimu Quavo „Huncho” i gry słów z imieniem Scotta „Jack”. Album zadebiutował na trzecim miejscu na liście Billboard 200, na szczycie list Top R&B/Hip-Hop Albums i Top Rap Albums oraz miał siedem utworów na liście Billboard Hot 100. Album po pierwszym tygodniu zanotował ponad 90 tys. jednostek odpowiadających sprzedaży albumu. Po wydaniu Huncho Jack, Jack Huncho (2017), Webster był widywany w studiu znacznie częściej, a Billboard przewidywał datę premiery Astroworld (2018) na pierwszy kwartał 2018 roku.
4 maja 2018 roku, cztery dni po swoich 27 urodzinach, Scott wydał singiel zatytułowany „Watch” z udziałem Lil Uzi Verta i Kanyego Westa. Singiel został wydany jako materiał promocyjny jego trzeciego albumu studyjnego Astroworld (2018). Album Astroworld (2018) ukazał się 3 sierpnia 2018 roku i spotkał się z uznaniem krytyków, debiutując na pierwszym miejscu listy Billboard 200. „Sicko Mode”, drugi singiel z albumu, dotarł na szczyt listy Billboard Hot 100, stając się najlepiej sprzedającym się solowym singlem Scotta. W tym samym miesiącu, w którym ukazał się album, Scott ogłosił, że zamierza zorganizować Astroworld Festival, festiwal muzyczny o tej samej nazwie, co album. Festiwal odbył się 17 listopada 2018 roku. 2 listopada 2018 roku Scott wystąpił w pięciu utworach z debiutanckiego albumu studyjnego amerykańskiego producenta Metro Boomina, Not All Heroes Wear Capes (2018): „Overdue”, „Dreamcatcher” (wraz ze Swae Lee), „Up to Something” (wraz z Young Thug), „Only 1 (Interlude)” i „No More” (wraz z Kodak Blackiem i 21 Savage), a także jako wokalista wspierający w utworze „Space Cadet” (z udziałem Gunny). W grudniu 2018 roku Billboard poinformował, że Scott wystąpi gościnnie w przerwie meczu Super Bowl LIII podczas występu zespołu Maroon 5.

### 2019–2020:Look Mom I Can Fly,JackBoysiThe Scotts

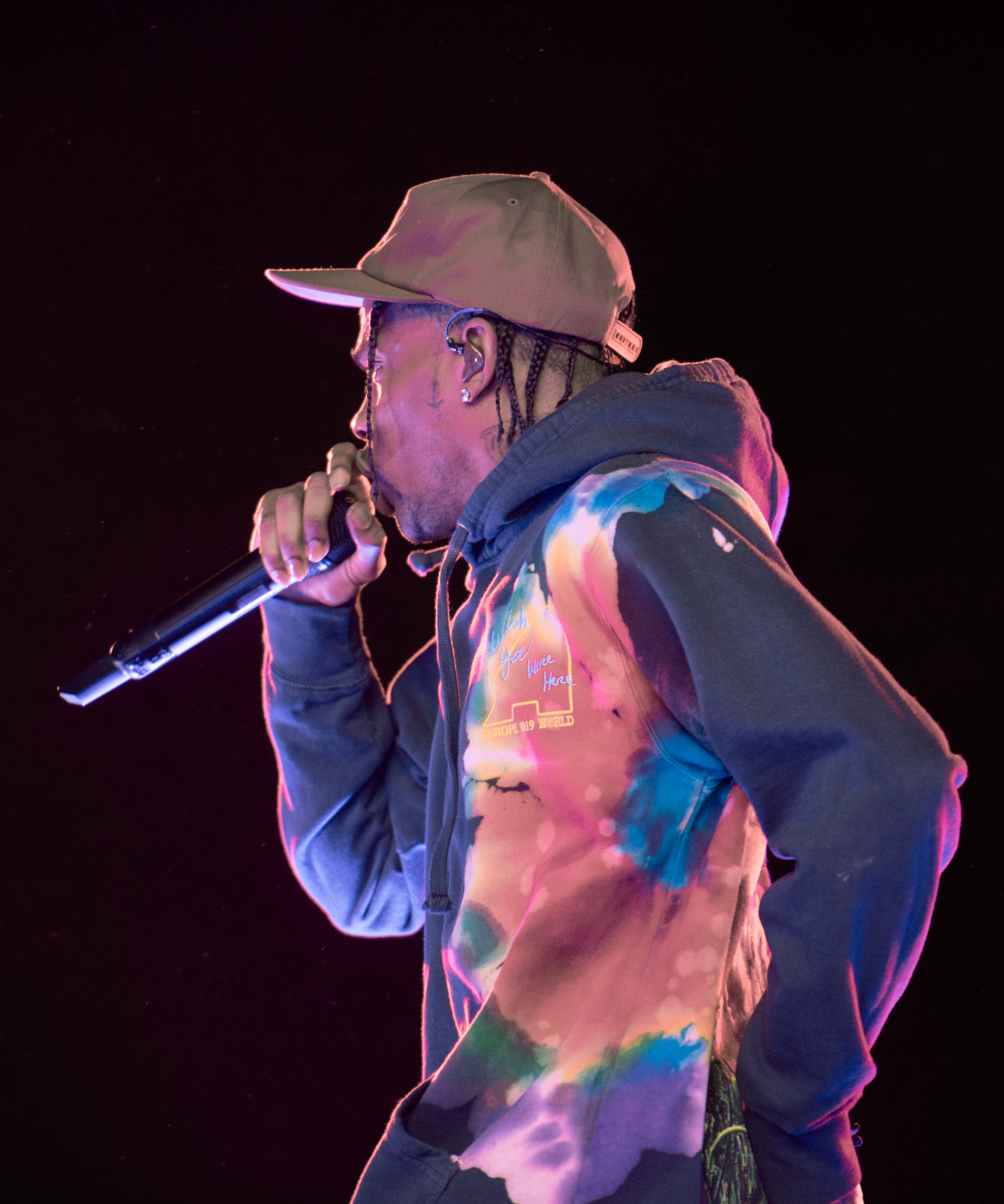
Travis Scott na Openair Frauenfeld w 2019 roku

18 kwietnia 2019 roku Scott wydał singiel „Power is Power” z SZA i The Weeknd do popularnego serialu stacji HBO Gra o tron. Nazwa utworu miała nawiązywać do sceny, która miała miejsce w pierwszym odcinku drugiego sezonu serialu. Utwór jest drugą piosenką na albumie ze ścieżką dźwiękową Gry o tron zatytułowanym For the Throne. 23 maja 2019 roku Scott wystąpił u boku J. Cole’a w utworze Young Thuga „The London”, który później pojawił się jako główny singiel na debiutanckim albumie studyjnym Thuga So Much Fun (2019). 28 sierpnia 2019 roku na platformie Netflix ukazał się film dokumentalny Scotta pt. Travis Scott: Look Mom I Can Fly. 4 października 2019 roku Scott wydał singiel „Highest in the Room”, który zadebiutował na pierwszym miejscu na liście Billboard Hot 100. Był to jego pierwszy utwór, który zadebiutował na szczycie listy i drugi numer 1. po utworze „Sicko Mode” z 2018 roku. W grudniu 2019 roku, Scott wystąpił w remiksie singla Young Thuga „Hot” z Gunną do edycji deluxe albumu So Much Fun (2019). Scott wystąpił także w utworze „Hop Off a Jet” z edycji deluxe.
2 grudnia 2019 roku Scott zapowiedział album kompilacyjny z członkami swojej wytwórni Cactus Jack, w skład której wchodzą Don Toliver, Sheck Wes i producent Chase B, zatytułowany JackBoys. 24 grudnia 2019 roku Scott ujawnił datę premiery albumu na Instagramie. Album ukazał się 27 grudnia 2019 roku i zadebiutował na szczycie listy Billboard 200. Album zawierał remiks utworu „Highest in the Room” z udziałem hiszpańskiej piosenkarki Rosalii i amerykańskiego rapera Lil Baby’ego, którego zwrotka wyciekła kilka miesięcy wcześniej. Tego samego dnia Scott wydał teledysk do utworu „Gang Gang” w wykonaniu Wesa, w którym nie wymieniono wokali ani nie wskazano gościnnych występów gościnnych Scotta, Tolivera i rapera Luxury Tax 50. 30 grudnia 2019 roku Scott wydał teledysk do utworu „Gatti” z udziałem Pop Smoke’a. 20 marca 2020 roku Scott wydał teledysk do utworu „Out West” z udziałem Young Thuga.
Scott dał pięć wirtualnych występów na żywo w grze wideo Fortnite Battle Royale od 23 do 25 kwietnia 2020 roku, których wizualizacje opierały się na jego trasie koncertowej Astroworld (2018). Występ oglądało ponad 27 milionów osób, co zwiększyło sprzedaż produktów marki Cactus Jack z motywem Fortnite, takich jak figurki. Podczas występu miała również miejsce premiera jego nowej piosenki z Kid Cudi, „The Scotts” jako duet pod tą samą nazwą. W nawiązaniu do wydajności, gracze Fortnite Battle Royale mogli kupić liczne przedmioty kosmetyczne dla awatarów graczy, wzorowanych na Scotcie i koncercie. Utwór zadebiutował na pierwszym miejscu listy Billboard Hot 100, stając się trzecim utworem Scotta, który dotarł na pierwsze miejsce w USA. W maju po raz drugi nawiązał współpracę z Rosalią przy jej utworze „TKN”, w którym po raz pierwszy zarapował po hiszpańsku. Scott pojawił się na okładce wrześniowego wydania GQ i ujawnił, że zamierza wydać wspólny album z Kid Cudi.
W drugą rocznicę wydania swojego trzeciego albumu studyjnego Astroworld (2018) Scott wspomniał, że być może pracuje nad nowym projektem. 22 sierpnia 2020 roku Scott wydał singiel „The Plan”, będący motywem przewodnim filmu Tenet Christophera Nolana. 25 września 2020 roku wydał singiel „Franchise” z udziałem raperów Young Thuga i M.I.A.. Utwór ten był wcześniej odtwarzany w programie radiowym WAV Scotta i Chase’a B pod tytułem „White Tee”. Utwór zadebiutował na pierwszym miejscu listy Billboard Hot 100 w USA, a Scott został pierwszym artystą w historii listy Billboard, którego trzy piosenki zadebiutowały na pierwszym miejscu w ciągu niecałego roku. Remiks z dodatkowym gościnnym udziałem amerykańskiego rapera Future’a został wydany 7 października 2020 roku.

### 2021–obecnie: Powrót do występów iUtopia
Od połowy do końca 2020 roku Scott zaczął zapowiadać swój czwarty album studyjny Utopia (2023). 15 stycznia 2021 roku Scott wydał remiks utworu „Goosebumps” z producentem HVME. Po odwołaniu trzeciego dorocznego Astroworld Festival z powodu pandemii COVID-19 Scott ogłosił powrót festiwalu w 2021 roku i rozszerzył go do formatu wielodniowego. 30 kwietnia Scott nawiązał współpracę z Baby Keemem przy utworze „Durag Activity” z jego debiutanckiego albumu The Melodic Blue (2021). W czerwcu Scott ogłosił współpracę Diora i Cactus Jack przy męskiej kolekcji na lato 2022. 28 sierpnia Scott wystąpił gościnnie na dziesiątym albumie studyjnym Kanyego Westa zatytułowanym Donda (2021) w piosence „Praise God”, wykonanej również z Baby Keemem. 3 września Scott wystąpił w albumie Drake’a Certified Lover Boy (2021) w piosence „Fair Trade”, która znalazła się w pierwszej dziesiątce listy przebojów Hot 100, zajmując trzecie miejsce. 8 października Don Toliver wydał album Life of a Don (2021), na którym Scott wystąpił w utworach „Flocky Flocky” i „You”.
30 października 2021 roku Scott zakończył trzeci dzień Rolling Loud NYC. Podczas występu wykonał niepublikowany utwór „Escape Plan” oraz zapowiedź innego niepublikowanego utworu z płyty Utopia (2023). W listopadzie 2021 roku ogłosił, że nowa muzyka ma zostać wydana 5 listopada 2021 roku; uważano, że wyda projekt o nazwie Dystopia, ale zamiast tego wydał dwupiosenkowy singiel „ESCAPE PLAN / MAFIA”.
22 kwietnia 2022 roku Scott wystąpił gościnnie na utworze „Hold That Heat” u boku Future’a i producenta Southside’a. 27 kwietnia 2022 roku festiwal Primavera Sound ogłosił, że Scott ma wystąpić na festiwalach odbywających się odpowiednio w Buenos Aires, Santiago i São Paulo. 15 maja 2022 roku wystąpił na gali Billboard Music Awards 2022. Był to pierwszy raz kiedy Scott wystąpił publicznie od czasu tragedii na festiwalu Astroworld w 2021 roku. 6 sierpnia 2022 roku Scott dał swój pierwszy solowy występ od czasu tragedii na Astroworld Festival w The O2 Arena w Londynie. W tym samym miesiącu ogłoszono również, że we wrześniu Scott rozpocznie cykl koncertów w klubach nocnych w Las Vegas zatytułowany Road to Utopia. 2 grudnia 2022 roku Scott pojawił się na drugim studyjnym albumie producenta Metro Boomin, Heroes & Villains (2022), w czterech utworach, w tym „Raindrops (Insane)”, „Trance” (wraz z Young Thugiem), „Niagara Falls (Foot or 2)” (wraz z 21 Savage) i „Lock on Me” (wraz z Future’em), a także uczestniczył jako chór w „Creepin'” (z The Weeknd i 21 Savage).
19 marca 2023 roku Scott i szkocki DJ Calvin Harris wystąpili w MDLBEAST w Dżuddzie, dzień przed rozpoczęciem Grand Prix Arabii Saudyjskiej. 21 lipca 2023 roku Scott wydał główny singiel z albumu Utopia (2023), „K-pop” z Bad Bunny i The Weeknd.
28 lipca Scott wydał swój czwarty album studyjny Utopia (2023), składający się z 19 utworów, a także swój debiutancki film muzyczny Circus Maximus, w którym również zagrał główną rolę i był autorem scenariusza. W Utopii (2023) wystąpili: KayCyy, Teezo Touchdown, Bon Iver, Sampha, Drake, Playboi Carti, Sheck Wes, Beyoncé, Rob49, 21 Savage, The Weeknd, Yung Lean, Young Thug, James Blake, Westside Gunn, Kid Cudi, Bad Bunny, Future i SZA. Album zadebiutował na szczycie listy Billboard 200, stając się czwartym z rzędu albumem artysty, któremu udało się to  osiągnąć.
4 lutego 2024 roku Scott wystąpił na 66. ceremonii wręcznia nagród Grammy 2024. Scott wykonał utwory „My Eyes”, „Fe!n” i „I Know?” z albumu Utopia (2023), który został nominowany w kategorii Album rapowy roku. Jego wykonaniu „Fe!n” towarzyszył gość, Playboi Carti, który wystąpił na albumowej wersji piosenki. Podczas koncertu słychać było, jak Scott nawiązał do swoich 10 nominacji, z czego ani jednego zwycięstwa, co wybudziło wiele kontrowersji.
18 sierpnia 2024 roku, z okazji 10. rocznicy wydania Days Before Rodeo (2014), Scott ogłosił, że 23 sierpnia ukaże się zremasterowana wersja mixtape'u. Po raz pierwszy cały mixtape został udostępniony na wszystkich popularnych platformach streamingowych.

## Styl i wpływy muzyczne

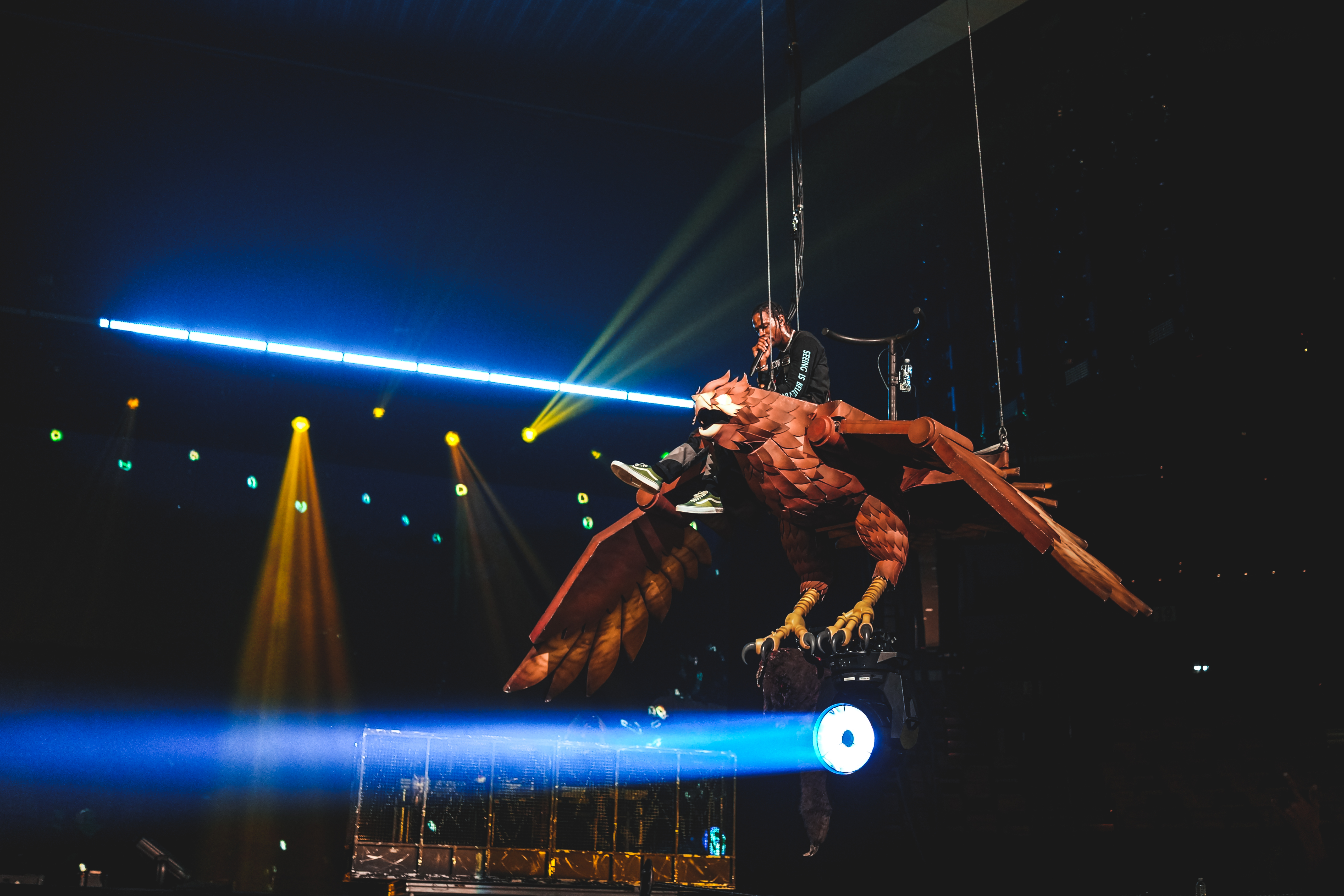
Travis Scott podczas koncertu DAMN. Tour w 2017 roku

### Styl muzyczny
Scott intensywnie korzysta z efektów manipulacji dźwiękiem, takich jak Auto-Tune, fazowanie, opóźnienia oraz stereofonicznie ukształtowane struktury chóralne i harmonijne, na które w dużej mierze wpływ mieli producenci Mike Dean i Alex Tumay. Styl muzyczny Scotta określany jest jako „ambient”; Sam Scott powiedział: „Nie jestem hip-hopowcem”. Vulture opisał brzmienie Scotta jako „nieustannie mroczne, synkretyczne, wysokiej rozdzielczości i przede wszystkim nienaturalne”. Styl muzyczny Scotta opisywany jest jako hip-hop, „psychodeliczny” trap i pop-rap. Magazyn Spin porównał jego debiutancki mixtape Owl Pharaoh (2013) do Man on the Moon II: The Legend of Mr. Rager (2010) amerykańskiego rapera Kida Cudiego.

### Wpływy
Scott stwierdził, że Björk jest „jedną z moich największych inspiracji, jeśli chodzi o to, dlaczego robię to, co robię”. Wielką inspiracje czerpie również od Bona Ivera, Kida Cudiego, M.I.A., Kanyego Westa, Toro y Moi, Tame Impala, T.I. i Thoma Yorke’a.

## Inne przedsięwzięcia

### Cactus Jack Records
Cactus Jack Records to amerykańska wytwórnia płytowa założona przez Scotta w 2017 roku. Dystrybutorem jest Epic Records. Wytwórnia ma również własny dział wydawniczy Cactus Jack Publishing.
Don Toliver to artysta z Houston, którego Travis podpisał z wytwórnią w 2018 roku. Tuż przed ogłoszeniem umowy Toliver wydał swój pierwszy duży projekt dla wytwórni płytowej, Donny Womack (2018). Najbardziej znany jest z gościnnego występu w utworze Travisa z albumu Astroworld (2018) zatytułowanym „Can’t Say”. Chase B jest DJ-em Travisa Scotta, a także artystą. Sheck Wes jest prawdopodobnie najbardziej znanym członkiem zespołu Cactus Jack, oprócz Travisa. Już na początku kariery zyskał rozgłos i podpisał kontrakt z wytwórnią Scotta. Wes wydał swój debiutancki album Mudboy (2018) w 2018 roku i współpracował z kolegami z wytwórni Cactus Jack przy Astroworld (2018), a także przy singlu Chase’a B z 2019 roku „MAYDAY”, w którym występuje również Young Thug. Cactus Jack Records reprezentuje również producentów Chase B i Wondagurl. Raper SoFaygo podpisał kontrakt z wytwórnią Cactus Jack Records w 2020 roku. Pod koniec 2021 roku Scott podpisał kontrakt z Malu Trevejo dla wytwórni Cactus Jack Records. Trevejo podpisał kontrakt z wytwórnią Travisa Scotta we współpracy z Atlantic Records.
W wywiadzie dotyczącym wytwórni Scott powiedział:

Chcę przede wszystkim pomagać innym artystom, wprowadzać nowe nazwiska, zapewniać możliwości. Chcę zrobić dla nich to, co przydarzyło się mnie, ale lepiej. Przez lepiej mam na myśli bez ściemy. Bez kłamania artystom o datach wydania albumów lub budżetach teledysków i albumów.

### Astroworld Festival
Po wydaniu Astroworld (2018) Scott zapowiedział Astroworld Festival, coroczny koncert, który miał się odbywać po drugiej stronie ulicy od dawnej siedziby Six Flags AstroWorld. Na Festiwalu Astroworld w 2018 roku wystąpili Post Malone, Lil Wayne, Young Thug, Rae Sremmurd, Gunna, Houston All Stars, Sheck Wes, Metro Boomin, Trippie Redd, Smokepurpp, Virgil Abloh i Tommy Genesis.

### Moda
W 2015 roku Scott nawiązał współpracę z A Bathing Ape (BAPE) i zrealizował swój pierwszy projekt we współpracy z popularną marką odzieży ulicznej. Jego kolekcja dla BAPE składa się z trzech części: bluzy z kapturem z motywem rekina, koszulki z długim rękawem i T-shirtu. Dodatkowo Scott dodał odrobinę napisu „La Flame” na głowie małpy, aby nadać jej charakterystyczny wygląd. Pod koniec 2016 roku kalifornijska marka odzieży ulicznej Diamond Supply Co. nawiązała współpracę ze Scottem, aby wypuścić na rynek kolekcję ubrań. Kolekcję zaprojektował Scott. W ramach współpracy powstały koszulki z grafiką, koszulki z długim rękawem, bluzy z kapturem, kurtki trenerskie i czapki. W 2017 roku Houston Rockets oficjalnie ogłosiło współpracę z Travisem Scottem na 6. mecz półfinału Konferencji Zachodniej przeciwko San Antonio w czwartek 11 maja. Wszyscy fani obecni w Toyota Center otrzymali koszulkę osobiście zaprojektowaną przez Travisa Scotta, na której widniało napisane jego ręką hasło play-offowe Rockets: „Run as One” (Biegnij jako jeden).
30 kwietnia 2019 roku Scott ogłosił współpracę z firmą Nike, której celem było wydanie w maju tego samego roku butów Cactus Jack Air Jordan 1. W 2020 roku Scott nawiązał współpracę z Evisu, japońską marką jeansową założoną w 1991 roku przez Hidehiko Yamane. 24 czerwca 2021 roku Scott ogłosił współpracę z Diorem w zakresie kolekcji odzieży męskiej, której premiera planowana była na lato 2021 roku. Transmisja na żywo prezentująca kolekcję została opublikowana 25 czerwca. Podczas transmisji na żywo można było także posłuchać fragmentów utworów z nadchodzącego czwartego albumu studyjnego artysty, zatytułowanego Utopia (2023), w tym utworu z Westside Gunnem i utworów instrumentalnych z tego albumu. Pod koniec 2022 roku Scott i Skepta, brytyjski MC, raper i producent muzyczny, byli gwiazdami wydarzenia organizowanego przez Virgil Abloh Securities. Jednodniowy festiwal muzyczny odbył się w amfiteatrze FPL Solar w Miami na Florydzie. Wydarzenie miało na celu uczczenie zmarłego Virgila Abloha zatytułowanej Mirror Mirror. Od tego czasu Scott współpracował zarówno kreatywnie, jak i był twarzą kilku linii odzieżowych dla luksusowych domów mody, takich jak Helmut Lang i Saint Laurent.

#### Znane współprace w branży butów sportowych
Poniżej znajduje się lista kolekcji butów sportowych we współpracy ze Scottem:
- Helmut Lang, uruchomiony w 2017 roku
- Jordan Trunner LX, wprowadzony na rynek w 2017 roku
- Nike Air Force 1, wprowadzone na rynek w 2017 roku
- Air Jordan 4 „Cactus Jack”, wprowadzone na rynek w 2018 roku
- Air Jordan 4 „Purple Suede”, wprowadzone na rynek w 2018 roku
- Air Jordan 4 „Olive”, wprowadzone na rynek w 2018 roku
- Nike Air Force 1 „Sail”, wprowadzone na rynek w 2018 roku
- Air Jordan 1, wprowadzone na rynek w 2019 roku
- Air Jordan 1 Low „Grammy”, wprowadzone na rynek w 2019 roku
- Air Jordan 33, wprowadzone na rynek w 2019 roku
- Air Jordan 6, wprowadzone na rynek w 2019 roku
- Air Jordan 1 Low, wprowadzone na rynek w 2019 roku
- Nike Air Force 1, wprowadzone na rynek w 2019 roku
- Nike SB Dunk Low, wprowadzone na rynek w 2020 roku
- Nike Air Max 270 React ENG, wprowadzone na rynek w 2020 roku
- Air Jordan 6 „British Khaki”, wprowadzone na rynek w 2021 roku
- Air Jordan 1 High OG, wprowadzone na rynek w 2021 roku
- Nike Air Max 1, premiera w 2022 roku
- Nike Air Trainer 1, premiera w 2022 roku
- Dior B713, wprowadzone na rynek w 2022 roku
- Air Jordan 1 Low „Reverse Mocha”, wprowadzone na rynek w 2022 roku
- Air Jordan 1 Low „Black Phantom”, wprowadzone na rynek w 2022 roku
- Air Jordan 1 Low Women’s “Olive”, wprowadzone na rynek w 2023 roku
- Air Force 1 Low “Utopia”, wprowadzone na rynek w 2023 roku
- Air Jordan 1 Low Golf “Neutral Olive”, wprowadzone na rynek w 2023 roku
- Nike Mac Attack, wprowadzone na rynek w 2023 roku
- Jordan Jumpman Jack (lub CJ1 T-Rexx) “Sail”, wprowadzone na rynek w 2024 roku
- Jordan Jumpman Jack (lub CJ1 T-Rexx) “University Red”, wprowadzone na rynek w 2024 roku
- Air Jordan 1 Low Women’s “Canary”, wprowadzone na rynek w 2024 roku
- Air Jordan 1 Low “Medium Olive”, wprowadzone na rynek w 2024 roku
- Jordan Jumpman Jack “Mocha”, wprowadzone na rynek w 2024 roku
- Air Jordan 1 Low “Velvet Brown”, wprowadzone na rynek w 2024 roku
- Nike Zoom Field Jaxx “Sail”, wprowadzone na rynek w 2024 roku
- Nike Zoom Field Jaxx “Light Chocolate”, wprowadzone na rynek w 2024 roku

### Współpraca z Fortnite
W 2020 roku Scott i jego zespół Cactus Jack nawiązali współpracę z Epic Games w celu wprowadzenia na rynek nowych produktów inspirowanych grą Fortnite, w tym ubrań, figurek akcji i pistoletów Nerf. Scott i Epic Games ustanowili również rekordy dzięki sukcesowi wydarzenia Scotta „Astronomical 'Fortnite'”. Scott zagrał także koncert na żywo w grze Fortnite, który obejrzało wiele milionów widzów.

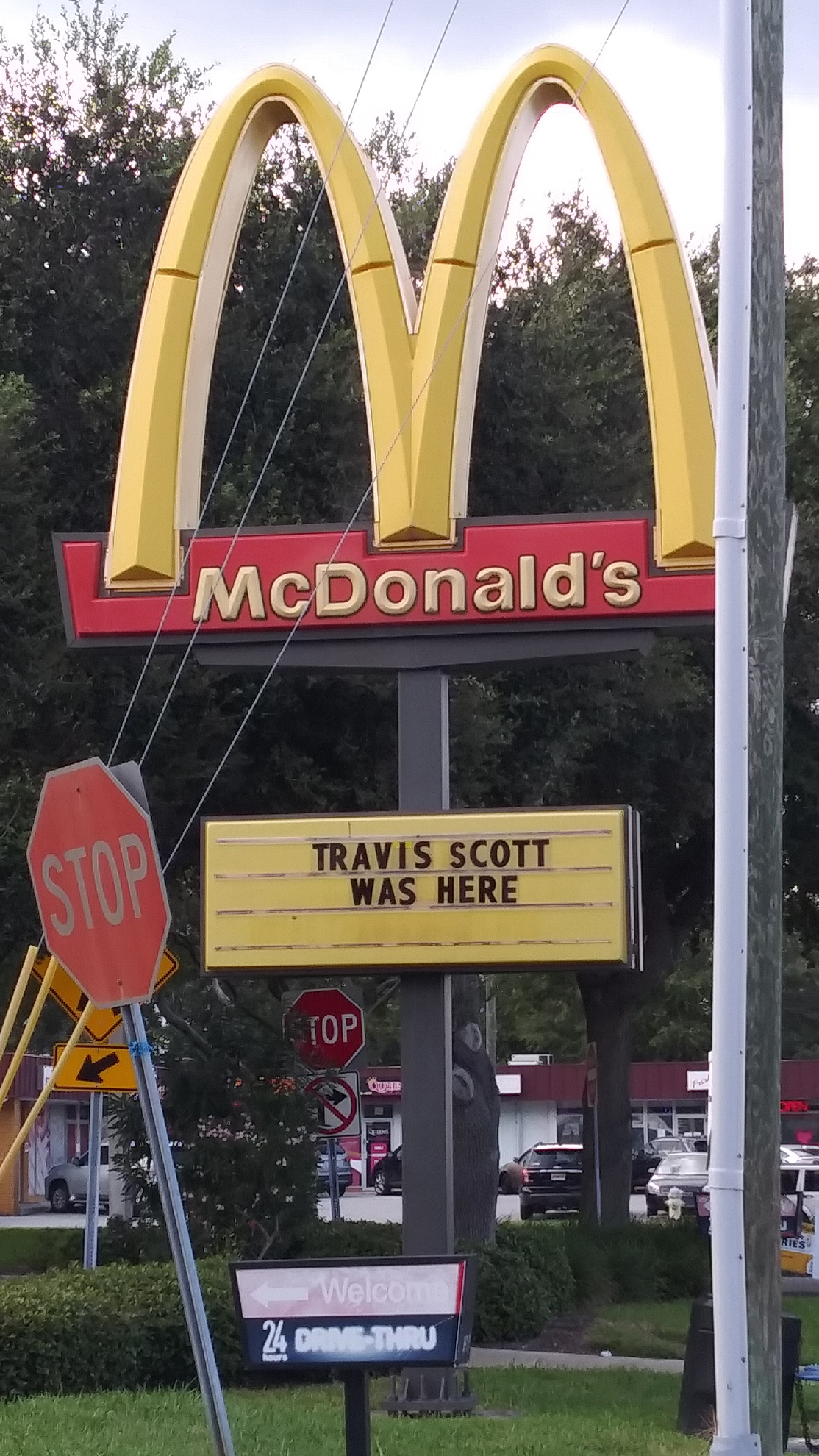
Tablica w McDonald’s z napisem „Travis Scott był tutaj” w St. Petersburg na Florydzie

### McDonald’s
We wrześniu 2020 r. Scott nawiązał współpracę z McDonald’s, aby wprowadzić na rynek limitowaną edycję posiłku, która została wprowadzona w uczestniczących w projekcie restauracjach McDonald’s w Ameryce Północnej. Danie nosiło nazwę „The Travis Scott” i stanowiło odmianę Quarter Pounder with Cheese. Partnerstwo to oznaczało pierwszy w historii sieci posiłek McDonald’s rozprowadzany na terenie całego kraju z udziałem gwiazdy, a także pierwszy posiłek z udziałem gwiazdy od 1992 roku, kiedy to McDonald’s wprowadził na rynek w aglomeracji Chicago burgera „McJordan” z udziałem Michaela Jordana. W związku z dużym popytem w niektórych oddziałach McDonald’s zabrakło składników objętych promocją, co spowodowało przerwę w łańcuchu dostaw. Scott i McDonald’s wypuścili również linię produktów pod markami McDonald’s i Cactus Jack, obejmującą szereg artykułów odzieżowych, dywan i poduszkę w kształcie McNuggetsa. To spopularyzowało modę na posiłki przygotowywane przez gwiazdy, którą później w podobny sposób kontynuowali BTS i Saweetie. Pomysł ten został wyeksportowany do Europy jesienią 2021 roku, a hiszpańska piosenkarka Aitana została pierwszą europejską artystką, która miała własny posiłek w McDonald’s. W Polsce, pierwszym artystą z własnym posiłkiem został raper Mata, a następnie Ralph Kaminski oraz Bambi.

### PlayStation
W październiku 2020 roku Scott ogłosił, że dołącza do zespołu PlayStation jako strategiczny partner kreatywny, aby promować konsolę PlayStation 5. Wspólnie wydali specjalne gadżety, w tym niepublikowaną wcześniej wersję butów Nike Dunk Low. Wrzucili także na YouTube specjalny film prezentujący rozpakowywanie konsoli PlayStation 5. W filmie widać m.in. Scotta grającego na konsoli wraz z fanami, Jamesa Blake’a grającego na pianinie oraz hołd złożony zmarłemu Pop Smoke’owi.

### The Scotts
Oprócz solowej kariery muzycznej Scott jest również częścią hip-hopowego superduetu The Scotts, obok swojego mentora i częstego współpracownika, amerykańskiego muzyka Kid Cudiego. Pracowali nad swoim wspólnym debiutanckim albumem od 2020 roku, w międzyczasie wydając singiel numer jeden na liście Billboard Hot 100, „The Scotts”. W grudniu 2022 roku Cudi ujawnił, że nie pracują już nad albumem, skutecznie ogłaszając jego anulowanie. Jednak w lipcu 2023 roku Cudi stwierdził, że album „[zdecydowanie] powstanie w pewnym momencie”.

### Przemysł filmowy
Scott zadebiutował w kinie w filmie Gully z 2019 roku, wcielając się w rolę właściciela wypożyczalni filmów. Brał również udział w ścieżce dźwiękowej filmu, ale jego piosenka „Knife” została wycięta z powodu problemów z samplowaniem. Mimo to nadal pojawiła się na krótko w filmie. 2 sierpnia 2021 Scott podpisał umowę na produkcję filmu z A24. Tego samego dnia ogłosił ukończenie szkicu filmu opartego na jego czwartym albumie studyjnym Utopia (2023), który później okazał się być Circus Maximus.

## Życie prywatne
Scott zaczął spotykać się z osobowością medialną i bizneswoman Kylie Jenner w kwietniu 2017 roku. 1 lutego 2018 roku Jenner urodziła córkę, Stormi Webster. Jenner wystąpiła w teledysku do utworu „Stop Trying to Be God” z trzeciego albumu studyjnego Scotta, Astroworld (2018). Rozstali się we wrześniu 2019 roku, ale podczas pandemii COVID-19 przeszli wspólną kwarantannę dla dobra córki i ostatecznie odnowili swój związek. 7 września 2021 roku, po tygodniach spekulacji, Jenner ogłosiła, że ona i Scott spodziewają się drugiego dziecka. 2 lutego 2022 roku, Jenner urodziła syna, Aire Webster
Para rozstała się po raz drugi w styczniu 2023 roku.

## Kontrowersje i problemy prawne

### Incydenty na koncertach
Występy Scotta spotykały się z wieloma problemami. Na Lollapalooza w 2015 roku, Scott został oskarżony i aresztowany za zakłócanie porządku po tym, jak nakłaniał uczestników koncertu do ignorowania ochrony i rzucania się na scenę. W tym samym roku, na festiwalu Openair w Szwajcarii, zachęcał fanów do zaatakowania mężczyzny, który wziął jego but podczas surfowania w tłumie, jednocześnie plując na niego.
W 2017 roku po występie w Northwest Arkansas został aresztowany za zachowania podobne do tych na Lollapalooza. W tym samym roku fan pozwał Scotta i organizatorów koncertu w Terminalu 5 na Manhattanie po upadku z balkonu i wciągnięciu na scenę, obwiniając falę tłumu o upadek. W 2019 roku trzy osoby zostały zdeptane i ranne, gdy tłum rzucił się, by wejść na teren Astroworld.

#### Astroworld Festival 2021
5 listopada 2021 roku co najmniej dziesięć osób zginęło, a setki zostało rannych w wyniku natłoku tłumu zmierzającego w stronę sceny podczas występu Scotta na Festiwalu Astroworld w NRG Park w jego rodzinnym mieście Houston w Teksasie. Pierwszego wieczoru doszło do natłoku tłumów, co spowodowało odwołanie drugiego wieczoru festiwalu. Na nagraniu wideo z tego incydentu widać, jak Scott kontynuuje występ, pomimo okrzyków tłumu błagających go, by przestał; zauważa, że co najmniej jeden widz został ranny, po czym nakazuje ochronie na chwilę „pomóc, wskoczyć szybko i kontynuować”, tylko po to, by kontynuować występ przez kolejną godzinę; zachęcając ludzi, by „szaleli”, pomimo karetki przejeżdżającej przez tłum i wyciągającej martwe ciała. Wiek zabitych osób wahał się od 9 do 27 lat.
Niedługo potem uczestnicy koncertu ogłosili złożenie pozwu. Jej założycielem był Kristian Paredes, który złożył wniosek o odszkodowanie w wysokości miliona dolarów z tytułu doznanych obrażeń. 29 czerwca 2023 roku ława przysięgłych w Teksasie podjęła decyzję o niewszczynaniu postępowania przeciwko Scottowi. Ława przysięgłych odmówiła postawienia Scottowi zarzutów w ramach dochodzenia karnego w sprawie śmiertelnej tragedii w 2021 roku.

#### Zarzuty o napaść w Nebuli
1 marca 2023 roku Scott występował w klubie nocnym Nebula w Nowym Jorku u boku Dona Tolivera, gdy technik akustyczny, przedstawiony jako Mark, poprosił Scotta o ściszenie muzyki, ponieważ była zbyt głośna w stosunku do wielkości lokalu. Według doniesień Scott odpowiedział Markowi pokazaniem środkowego palca i uderzeniem go w głowę, w wyniku czego Mark potrzebował pomocy medycznej i wezwania policji na miejsce zdarzenia około 3:25 nad ranem. Według doniesień Scott pił alkohol i uszkodził sprzęt nagłaśniający klubu o wartości 12 000 dolarów, zanim opuścił teren. Nowojorska Policja wydała nakaz aresztowania Scotta w związku z tym zdarzeniem 2 marca 2023 roku. Sprawę udało się rozwiązać poprzez zawarcie ugody, a nowojorska policja nie wniosła żadnych oskarżeń.

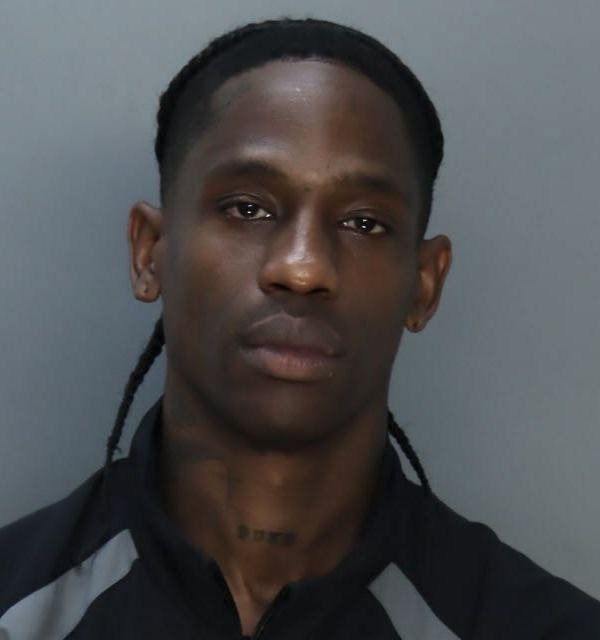
Zdjęcie sygnalityczne Travisa Scotta po incydencie na Miami Beach w 2024 roku

### Aresztowanie na Miami Beach
Wczesnym rankiem 20 czerwca 2024 roku Scott został aresztowany na Miami Beach pod zarzutem nieobyczajnego upicia się i wtargnięcia na cudzy teren po uprzednim ostrzeżeniu. Został zwolniony po upływie ponad sześciu godzin po wpłaceniu kaucji w wysokości 650 dolarów. Tego samego dnia Scott wykorzystał ten incydent, udostępniając gadżety zawierające jego zdjęcie zrobione po aresztowaniu. W sierpniu prokuratorzy wycofali zarzut nieobyczajnego prowadzenia pojazdu pod wpływem alkoholu, ale po otrzymaniu ostrzeżenia nadal wnosili oskarżenie o wtargnięcie na teren prywatny.

### Aresztowanie w Paryżu
Wczesnym rankiem 9 sierpnia 2024 roku Scott został aresztowany w Paryżu po tym, jak rzekomo wdał się w bójkę ze swoim osobistym ochroniarzem. Do akcji wkroczył ochroniarz luksusowego hotelu George V, w którym zatrzymał się Scott, co skłoniło Scotta do zaatakowania również ochroniarza. Następnego dnia Scotta zwolniono bez postawienia zarzutów.

## Dyskografia

### Albumy studyjne
| Tytuł                           | Dane dot. albumu | Najwyższa pozycja na listach | Najwyższa pozycja na listach | Najwyższa pozycja na listach | Najwyższa pozycja na listach | Najwyższa pozycja na listach | Najwyższa pozycja na listach | Najwyższa pozycja na listach | Sprzedaż                     | Certyfikat                                                                                              |
| Tytuł                           | Dane dot. albumu | USA                          | AUS                          | CAN                          | FRA                          | NZL                          | SUI                          | UK                           | Sprzedaż                     | Certyfikat                                                                                              |
| ------------------------------- | --- | ---------------------------- | ---------------------------- | ---------------------------- | ---------------------------- | ---------------------------- | ---------------------------- | ---------------------------- | ---------------------------- | --- |
| Rodeo                           | - Data: 4 września 2015 - Wydawca: Grand Hustle Records, Epic Records - Format: CD, LP, digital download, streaming      | 3                            | 30                           | 5                            | 54                           | 22                           | 14                           | 22                           | - USA: 110 000               | - USA: 2× platyna - CAN: platyna - DAN: platyna - NZL: platyna - UK: złoto                              |
| Birds in the Trap Sing McKnight | - Data: 2 września, 2016 - Wydawca: Grand Hustle, Epic - Format: CD, LP, digital download, streaming                     | 1                            | 1                            | 2                            | 3                            | 1                            | 4                            | 9                            | - USA: 53 000                | - USA: 3× platyna - CAN: 2× platyna - DAN: 2× platyna - NZL: 3× platyna - UK: złoto                     |
| Astroworld                      | - Data: 3 sierpnia 2018 - Wydawca: Grand Hustle, Epic, Cactus Jack Records - Format: CD, LP, digital download, streaming | 1                            | 1                            | 1                            | 2                            | 1                            | 2                            | 3                            | - USA: 648 200 - POL: 80 000 | - POL: 4× platyna - USA: 6× platyna - CAN: 5× platyna - DAN: 4× platyna - NZL: 4× platyna - UK: platyna |
| Utopia                          | - Data wydania: 28 lipca 2023 - Wydawca: Cactus Jack, Epic - Format: CD, LP, digital download, streaming                 | 1                            | 1                            | 1                            | 1                            | 1                            | 1                            | 1                            | - USA: 575 000 - POL: 40 000 | - POL: 3× platyna - USA: 2× platyna - CAN: 3× platyna - DEN: platyna - NZL: platyna - UK: złoto         |

### Albumy kolaboracyjne
| Tytuł | Dane dot. albumu | Najwyższa pozycja na listach | Najwyższa pozycja na listach | Najwyższa pozycja na listach | Najwyższa pozycja na listach | Najwyższa pozycja na listach | Najwyższa pozycja na listach | Najwyższa pozycja na listach | Sprzedaż     | Certyfikat                |
| Tytuł | Dane dot. albumu | USA                          | AUS                          | CAN                          | FRA                          | NZL                          | SUI                          | UK                           | Sprzedaż     | Certyfikat                |
| --- | --- | ---------------------------- | ---------------------------- | ---------------------------- | ---------------------------- | ---------------------------- | ---------------------------- | ---------------------------- | ------------ | ------------------------- |
| Huncho Jack, Jack Huncho                                                                                 | - Data: 21 grudnia 2017 - Wydawca: Grand Hustle, Epic, Cactus Jack, Quality Control, Capitol, Motown - Format: CD, LP, digital download, streaming | 3                            | —                            | 6                            | 85                           | 22                           | 17                           | 34                           | - US: 17 000 | - DEN: złoto - UK: srebro |
| „—” oznacza tytuł, który nie znalazł się na listach przebojów lub nie został wydany na danym terytorium. | |                              |                              |                              |                              |                              |                              |                              |              |                           |

### Albumy kompilacyjne
| Tytuł | Dane dot. albumu                                                                                   | Najwyższa pozycja na listach | Najwyższa pozycja na listach | Najwyższa pozycja na listach | Najwyższa pozycja na listach | Najwyższa pozycja na listach | Najwyższa pozycja na listach | Najwyższa pozycja na listach | Sprzedaż       | Certyfikat                            |
| Tytuł | Dane dot. albumu                                                                                   | USA                          | AUS                          | CAN                          | FRA                          | NZL                          | SUI                          | UK                           | Sprzedaż       | Certyfikat                            |
| --- | -------------------------------------------------------------------------------------------------- | ---------------------------- | ---------------------------- | ---------------------------- | ---------------------------- | ---------------------------- | ---------------------------- | ---------------------------- | -------------- | ------------------------------------- |
| JackBoys                                                                                                 | - Data: 27 grudnia 2019 - Wydawca: Cactus Jack, Epic - Format: CD, LP, digital download, streaming | 1                            | 5                            | 1                            | 34                           | 5                            | 10                           | 4                            | - USA: 79 000  | - CAN: złoto - NZL: złoto - UK: złoto |
| JackBoys 2                                                                                               | - Data: 13 lipca 2025 - Wydawca: Catcus Jack, Epic - Format: CD, LP, digital download, streaming   | 1                            | 3                            | 4                            | —                            | 5                            | 27                           | —                            | - USA: 160 000 |                                       |
| „—” oznacza tytuł, który nie znalazł się na listach przebojów lub nie został wydany na danym terytorium. | |                              |                              |                              |                              |                              |                              |                              |                |                                       |

### Mixtape’y
| Tytuł | Dane dot. mixtape'u                                                                            | Najwyższa pozycja na listach | Najwyższa pozycja na listach | Najwyższa pozycja na listach | Najwyższa pozycja na listach | Najwyższa pozycja na listach | Najwyższa pozycja na listach | Najwyższa pozycja na listach | Sprzedaż       |
| Tytuł | Dane dot. mixtape'u                                                                            | USA                          | AUS                          | CAN                          | FRA                          | NZL                          | SUI                          | UK                           | Sprzedaż       |
| --- | ---------------------------------------------------------------------------------------------- | ---------------------------- | ---------------------------- | ---------------------------- | ---------------------------- | ---------------------------- | ---------------------------- | ---------------------------- | -------------- |
| Owl Pharaoh                                                                                              | - Data: 21 maja 2013 - Wydawca: Grand Hustle - Format: CD, LP, digital download                | —                            | —                            | —                            | —                            | —                            | —                            | —                            |                |
| Days Before Rodeo                                                                                        | - Data: 18 sierpnia 2014 - Wydawca: Grand Hustle - Format: CD, LP, digital download, streaming | 2                            | 9                            | 9                            | 16                           | 12                           | 4                            | 15                           | - USA: 481 000 |
| „—” oznacza tytuł, który nie znalazł się na listach przebojów lub nie został wydany na danym terytorium. |                                                                                                |                              |                              |                              |                              |                              |                              |                              |                |

## Filmografia
| Rok  | Tytuł                            | Rola                  | Gatunek filmowy | Przypisy |
| ---- | -------------------------------- | --------------------- | --- | -------- |
| 2019 | Travis Scott: Look Mom I Can Fly | Jako on sam           | Dokumentalny | [ 93 ]   |
| 2019 | Gully                            | Właściciel sklepu     | Kryminalny | [ 189 ]  |
| 2021 | Trolle: Święta w Harmonii        | Rhyme-a-saurus (głos) | Animowany | [ 255 ]  |
| 2023 | Circus Maximus                   | Jako on sam           | Adaptacja filmowa albumu Utopia (2023). Za reżyserię odpowiada sam Scott, Gaspar Noé, Valdimar Jóhannsson, Nicolas Winding Refn, KANADA, Harmony Korine i Kahlil Joseph. | [ 190 ]  |
| 2023 | Aggro Dr1ft                      | Zion                  | Film nagrany w całości w podczerwieni. Reżyserem był Harmony Korine. Film zaprezentowano na Międzynarodowym Festiwalu Filmowym w Wenecji.                                | [ 256 ]  |

## Nagrody i nominacje
| Rok  | Nagroda                         | Kategoria                                    | Tytułem                                                       | Wynik     | Przypisy |
| ---- | ------------------------------- | -------------------------------------------- | ------------------------------------------------------------- | --------- | -------- |
| 2013 | BET Hip Hop Awards              | Best Mixtape                                 | Owl Pharaoh                                                   | Nominacja | [ 257 ]  |
| 2015 | BET Hip Hop Awards              | Best Mixtape                                 | Days Before Rodeo                                             | Nominacja | [ 258 ]  |
| 2015 | MTV Europe Music Awards         | Artist on the Rise                           | Travis Scott                                                  | Nominacja | [ 259 ]  |
|      | MOBO Awards                     | Best International Act                       | Travis Scott                                                  | Nominacja | [ 260 ]  |
| 2016 | BET Hip Hop Awards              | People’s Champ Award                         | „Antidote”                                                    | Wygrana   | [ 261 ]  |
| 2017 | Teen Choice Awards              | Choice Electronic/Dance Song                 | „Know No Better” (with Major Lazer, Camila Cabello and Quavo) | Wygrana   | [ 262 ]  |
| 2017 | Soul Train Music Awards         | Best Collaboration                           | „Love Galore” (with SZA)                                      | Nominacja | [ 263 ]  |
| 2018 | NAACP Image Awards              | Outstanding Duo, Group or Collaboration      | „Love Galore” (with SZA)                                      | Nominacja | [ 264 ]  |
| 2018 | NAACP Image Awards              | Outstanding Song, Contemporary               | „Love Galore” (with SZA)                                      | Nominacja | [ 264 ]  |
| 2018 | iHeartRadio Music Awards        | R&B Song of the Year                         | „Love Galore” (with SZA)                                      | Nominacja | [ 265 ]  |
| 2018 | BET Hip Hop Awards              | Hot Ticket Performer                         | Travis Scott                                                  | Nominacja | [ 266 ]  |
| 2018 | BET Hip Hop Awards              | Lyricist of the Year                         | Travis Scott                                                  | Nominacja | [ 266 ]  |
| 2018 | BET Hip Hop Awards              | MVP of the Year                              | Travis Scott                                                  | Nominacja | [ 266 ]  |
| 2018 | BET Hip Hop Awards              | Hustler of the Year                          | Travis Scott                                                  | Nominacja | [ 266 ]  |
| 2018 | BET Hip Hop Awards              | Made-You-Look Award (Best Hip Hop Style)     | Travis Scott                                                  | Nominacja | [ 266 ]  |
| 2018 | People’s Choice Awards          | Song of the Year                             | „Butterfly Effect”                                            | Nominacja | [ 267 ]  |
| 2018 | People’s Choice Awards          | Album of the Year                            | Astroworld                                                    | Nominacja | [ 267 ]  |
| 2018 | MTV Europe Music Awards         | Best Hip-Hop                                 | Travis Scott                                                  | Nominacja | [ 268 ]  |
| 2019 | iHeartRadio Music Awards        | Hip-Hop Artist of the Year                   | Travis Scott                                                  | Nominacja | [ 269 ]  |
| 2019 | iHeartRadio Music Awards        | R&B Song of the Year                         | „Sky Walker” (Miguel featuring Travis Scott)                  | Nominacja | [ 269 ]  |
| 2019 | American Music Awards           | Favorite Album – Rap/Hip-Hop                 | Astroworld                                                    | Nominacja | [ 270 ]  |
| 2019 | American Music Awards           | Favorite Song – Rap/Hip-Hop                  | „Sicko Mode” (with Drake)                                     | Nominacja | [ 270 ]  |
| 2019 | BET Awards                      | Best Collaboration                           | „Sicko Mode” (with Drake)                                     | Wygrana   | [ 271 ]  |
| 2019 | BET Awards                      | Viewers' Choice Award                        | „Sicko Mode” (with Drake)                                     | Nominacja | [ 271 ]  |
| 2019 | BET Awards                      | Album of the Year                            | Astroworld                                                    | Nominacja | [ 271 ]  |
| 2019 | BET Awards                      | Best Male Hip Hop Artist                     | Travis Scott                                                  | Nominacja | [ 271 ]  |
| 2019 | BET Hip Hop Awards              | Hot Ticket Performer                         | Travis Scott                                                  | Nominacja | [ 272 ]  |
| 2019 | BET Hip Hop Awards              | Video Director of the Year                   | Travis Scott                                                  | Wygrana   | [ 272 ]  |
| 2019 | BET Hip Hop Awards              | Hustler of the Year                          | Travis Scott                                                  | Nominacja | [ 272 ]  |
| 2019 | BET Hip Hop Awards              | Best Hip Hop Style                           | Travis Scott                                                  | Nominacja | [ 272 ]  |
| 2019 | BET Hip Hop Awards              | Album of the Year                            | Astroworld                                                    | Wygrana   | [ 272 ]  |
| 2019 | BET Hip Hop Awards              | Best Hip Hop Video                           | „Sicko Mode” (with Drake)                                     | Nominacja | [ 272 ]  |
| 2019 | BET Hip Hop Awards              | Best Collabo, Duo or Group                   | „Sicko Mode” (with Drake)                                     | Nominacja | [ 272 ]  |
| 2019 | Billboard Music Awards          | Top Artist                                   | Travis Scott                                                  | Nominacja | [ 273 ]  |
| 2019 | Billboard Music Awards          | Top Male Artist                              | Travis Scott                                                  | Nominacja | [ 273 ]  |
| 2019 | Billboard Music Awards          | Top Billboard 200 Artist                     | Travis Scott                                                  | Nominacja | [ 273 ]  |
| 2019 | Billboard Music Awards          | Top Rap Artist                               | Travis Scott                                                  | Nominacja | [ 273 ]  |
| 2019 | Billboard Music Awards          | Top Rap Tour                                 | Travis Scott                                                  | Nominacja | [ 273 ]  |
| 2019 | Billboard Music Awards          | Top Billboard 200 Album                      | Astroworld                                                    | Nominacja | [ 273 ]  |
| 2019 | Billboard Music Awards          | Top Rap Album                                | Astroworld                                                    | Nominacja | [ 273 ]  |
| 2019 | Billboard Music Awards          | Top Hot 100 Song                             | „Sicko Mode” (featuring Drake, Swae Lee and Big Hawk)         | Nominacja | [ 273 ]  |
| 2019 | Billboard Music Awards          | Top Streaming Song (Audio)                   | „Sicko Mode” (featuring Drake, Swae Lee and Big Hawk)         | Wygrana   | [ 273 ]  |
| 2019 | Billboard Music Awards          | Top Streaming Song (Video)                   | „Sicko Mode” (featuring Drake, Swae Lee and Big Hawk)         | Nominacja | [ 273 ]  |
| 2019 | Billboard Music Awards          | Top Rap Song                                 | „Sicko Mode” (featuring Drake, Swae Lee and Big Hawk)         | Nominacja | [ 273 ]  |
| 2019 | MTV Video Music Awards          | Best Hip Hop                                 | „Sicko Mode” (featuring Drake, Swae Lee and Big Hawk)         | Nominacja | [ 274 ]  |
| 2019 | MTV Video Music Awards          | Song of the Summer                           | „The London” (with Young Thug and J.Cole)                     | Nominacja | [ 274 ]  |
| 2020 | BET Awards                      | Best Male Hip Hop Artist                     | Travis Scott                                                  | Nominacja |          |
| 2020 | Billboard Music Awards          | Top Streaming Songs Artist                   | Travis Scott                                                  | Nominacja | [ 275 ]  |
| 2020 | Billboard Music Awards          | Top Rap Tour                                 | Travis Scott                                                  | Nominacja | [ 275 ]  |
| 2020 | MTV Video Music Awards          | Best Hip Hop                                 | „Highest in the Room”                                         | Nominacja | [ 276 ]  |
| 2020 | MTV Video Music Awards          | Best Visual Effects                          | „Highest in the Room”                                         | Nominacja | [ 276 ]  |
| 2021 | Premios Lo Nuestro              | Video of the Year                            | „TKN” (Rosalía featuring Travis Scott)                        | Wygrana   | [ 277 ]  |
| 2021 | Premios Lo Nuestro              | Crossover Collaboration of the Year          | „TKN” (Rosalía featuring Travis Scott)                        | Nominacja | [ 277 ]  |
| 2021 | MTV Video Music Awards          | Best Hip Hop                                 | „Franchise” (featuring Young Thug and M.I.A.)                 | Wygrana   | [ 278 ]  |
| 2021 | MTV Video Music Awards          | Best Direction                               | „Franchise” (featuring Young Thug and M.I.A.)                 | Nominacja | [ 278 ]  |
| 2021 | UK Music Video Awards           | Best Hip Hop/Grime/Rap Video – International | „Franchise” (featuring Young Thug and M.I.A.)                 | Nominacja | [ 279 ]  |
| 2021 | Billboard Music Awards          | Top Gospel Song                              | „Wash Us in the Blood” (featuring Travis Scott)               | Wygrana   | [ 280 ]  |
| 2022 | Billboard Music Awards          | Top Dance/Electronic Song                    | „Goosebumps”                                                  | Nominacja | [ 281 ]  |
| 2023 | BET Awards                      | Video Director of the Year                   | Travis Scott                                                  | Nominacja | [ 282 ]  |
| 2023 | Billboard Music Awards          | Top Rap Artist                               | Travis Scott                                                  | Nominacja | [ 283 ]  |
| 2023 | Billboard Music Awards          | Top Rap Male Artist                          | Travis Scott                                                  | Nominacja | [ 283 ]  |
| 2023 | Billboard Music Awards          | Top Rap Album                                | Utopia                                                        | Nominacja | [ 283 ]  |
| 2023 | MOBO Awards                     | Best International Act                       | Travis Scott                                                  | Nominacja | [ 284 ]  |
| 2023 | MTV Europe Music Awards         | Best Hip-Hop                                 | Travis Scott                                                  | Nominacja | [ 285 ]  |
| 2023 | UK Music Video Awards           | Best Hip Hop/Grime/Rap Video – International | „Sirens”                                                      | Nominacja | [ 286 ]  |
| 2024 | UK Music Video Awards           | Best Hip Hop/Grime/Rap Video – International | „Fe!n” (with Playboi Carti)                                   | Nominacja | [ 287 ]  |
| 2024 | MTV Video Music Awards          | Best Hip Hop                                 | „Fe!n” (with Playboi Carti)                                   | Nominacja | [ 288 ]  |
| 2024 | Nickelodeon Kids’ Choice Awards | Favorite Male Artist                         | Travis Scott                                                  | Nominacja | [ 289 ]  |
| 2024 | People’s Choice Award           | The Hip-Hop Artist of the Year               | Travis Scott                                                  | Nominacja | [ 290 ]  |
| 2024 | Premios Juventud                | OMG Collaboration                            | „K-Pop” (with Bad Bunny & The Weeknd)                         | Nominacja | [ 291 ]  |
| 2024 | South African Music Awards      | Best Collaboration                           | „Water” (with Tyla)                                           | Nominacja | [ 292 ]  |
| 2024 | ARIA Music Awards               | Best International Artist                    | Utopia                                                        | Nominacja | [ 293 ]  |

### Nagrody Grammy
Travis był nominowany dziesięć razy do nagrody Grammy.
| Rok  | Tytułem                                    | Kategoria                    | Wynik     |
| 2014 | „New Slaves” (as songwriter)               | Best Rap Song                | Nominacja |
| 2017 | Purpose (as featured artist)               | Best Rap Album               | Nominacja |
| 2018 | „Love Galore” (with SZA)                   | Best Rap/Sung Performance    | Nominacja |
| 2019 | „Sicko Mode” (with Drake and Swae Lee)     | Best Rap Performance         | Nominacja |
| 2019 | „Sicko Mode” (with Drake and Swae Lee)     | Best Rap Song                | Nominacja |
| 2019 | Astroworld                                 | Best Rap Album               | Nominacja |
| 2020 | „The London” (with Young Thug and J. Cole) | Best Rap/Sung Performance    | Nominacja |
| 2021 | „Highest in the Room”                      | Best Melodic Rap Performance | Nominacja |
| 2022 | Donda (as featured artist and songwriter)  | Album of the Year            | Nominacja |
| 2024 | Utopia                                     | Album of the Year            | Nominacja |